# Terrorcamp
Ein Terrorcamp bzw. Terrorlager ist ein politisches Schlagwort für ein Ausbildungslager für Terroristen. Das Schlagwort wurde nach der Festnahme dreier mutmaßlicher Terroristen der Islamischen Dschihad-Union in Deutschland am 4. September 2007 Bestandteil der aktuellen politischen Debatte, weil die drei Festgenommenen ein so genanntes Terrorcamp in Pakistan besucht haben sollen.

## Definition
Während keine pauschal gültige Definition für den Begriff Terrorcamp vorhanden ist, versteht man darunter im Allgemeinen ein militärisches Ausbildungslager für Terroristen.

Das Bundesministerium der Justiz rückt am 18. September 2007 für den Gesetzentwurf § 89a StGB „Vorbereitung einer Gewalttat“ am aktuellen Beispiel einer Ausbildung in einem Terrorcamp die Gesinnung der Ausgebildeten und Ausbilder in den definitorischen Vordergrund. Das Bundesjustizministerium definiert für den Gesetzentwurf § 89a StGB die Gesinnung und Zielsetzung, 

„den Bestand oder die Sicherheit eines Staates zu beeinträchtigen oder die Verfassungsgrundsätze der Bundesrepublik Deutschland zu beseitigen, außer Geltung zu setzen oder zu untergraben.“

## Anpassung des deutschen Strafrechts
Beim Sondertreffen der Innenminister von Bund und Ländern am 7. September 2007 war man sich mehrheitlich einig, dass der Aufenthalt in Terrorcamps unter Strafe gestellt werden sollte. Das Strafrecht soll entsprechend angepasst werden.
Bundesjustizministerin Brigitte Zypries legte am 18. September 2007 diesbezüglich zwei Gesetzentwürfe vor.

### § 89a StGB Vorbereitung einer Gewalttat
Ein bloßer Aufenthalt in einem Terrorcamp soll weiterhin straffrei bleiben.

### § 91 StGB Anleitung zu einer Gewalttat
Mit dem neuen § 91 StGB wird vor allem das Verbreiten oder das Anpreisen von terroristischen „Anleitungen“ erfasst und mit bis zu drei Jahren Haft bestraft.

### Begleitregelungen
- Im Verfahrensrecht sollen die Strafverfolgungsbehörden für die beiden neuen Tatbestände im Strafgesetzbuch die notwendigen Instrumentarien erhalten. Deshalb gelten künftig jene strafprozessualen Vorschriften (z. B. die Durchsuchung, Beschlagnahme, Überwachung des Wohnraums, Telefonüberwachung), die nach geltendem Recht bereits im Zusammenhang mit terroristisch motivierten Taten Anwendung finden, auch bei Ermittlungen wegen § 89a StGB. Zudem wird durch die Änderung des Gerichtsverfassungsgesetzes für den Generalbundesanwalt die Möglichkeit eröffnet, bei einer besonderen Bedeutung des Falles bei Straftaten nach § 89a StGB die Strafverfolgung zu übernehmen.

- Ein Ausländer, bei dem Tatsachen vorliegen, die die Annahme rechtfertigen, dass er die oben beschriebenen Tatbestände erfüllt, soll ausgewiesen oder an der Wiedereinreise nach Deutschland gehindert werden können.